# Кривоносов Сергій Сергійович
Сергі́й Сергі́йович Кривоно́сов (26 червня 1978, м. Миколаїв — 4 серпня 2014, Луганська область) — український військовик, підполковник (посмертно), начальник штабу — перший заступник командира 2-го батальйону 79-ї окремої аеромобільної бригади (позивний «Граніт»). Герой України.

## Біографія
Народився в родині кадрового офіцера-десантника. Закінчив 9 класів школи № 32 м. Миколаєва, два роки навчався в Миколаївському морському ліцеї («школі гардемаринів»). Після завершення першого курсу Миколаївського національного університету кораблебудування вступив до Одеського інституту Сухопутних військ (закінчив у 2000 році).
Сергій Кривоносов очолював зведений підрозділ ротної тактичної групи, яка охороняла державний кордон з Російською Федерацією в районі населеного пункту Дякове Луганської області. 28 липня 2014 року підрозділ АТО під командуванням Сергія Кривоносова знищив ворожу колону проросійських бойовиків.
Загинув 4 серпня 2014 року під час обстрілу зі сторони Росії системи «Град» позицій українських військовиків. Коли ракета влучила у бліндаж, він прикрив собою підлеглих, чим врятував їм життя. Серед врятованих — капітан Володимир Мурай.
Похований на Алеї Слави центрального кладовища Миколаєва. У нього лишилися вдова та десятирічний син.

## Нагороди
- Звання Герой України з удостоєнням ордена «Золота Зірка» (4 грудня 2014, посмертно) — за виняткову мужність і самопожертву, виявлені у захисті державного суверенітету та територіальної цілісності України[2]
- Відзнаки Міністерства оборони України — медалі «10 років Збройним Силам України», «15 років Збройним Силам України», «За сумлінну службу» I, II та III ст.

## Вшанування пам'яті
- У 2015 році Укрпошта випустила художній маркований конверт серії «Героям Слава!», присвячений Герою України майорові Сергію Кривоносову.[3]
- 6 травня 2016-го в ЗОШ № 32, котру закінчив Сергій, встановлено пам'ятну дошку його честі